# Grenze zwischen Andorra und Spanien

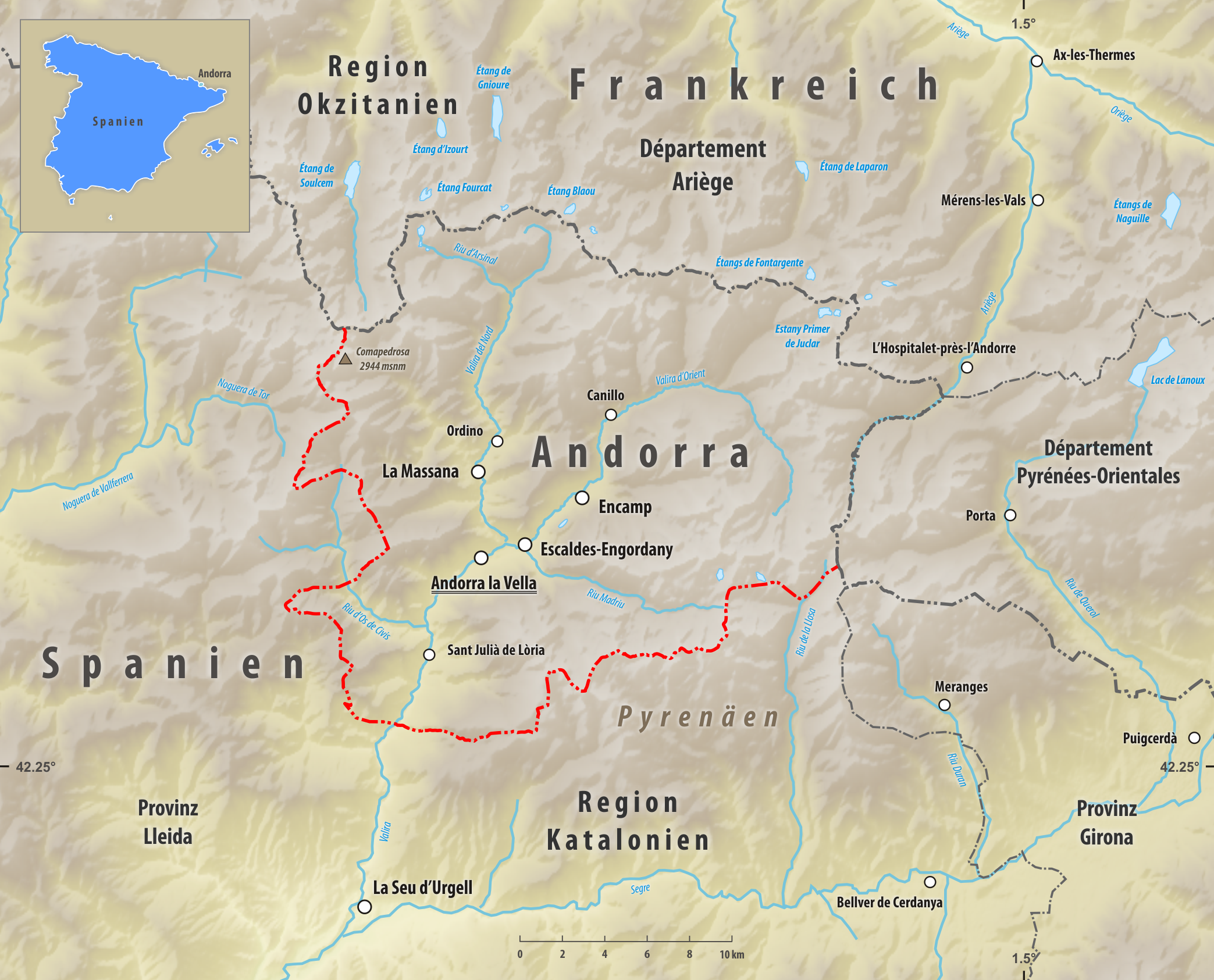
Grenzverlauf Spanien-Andorra

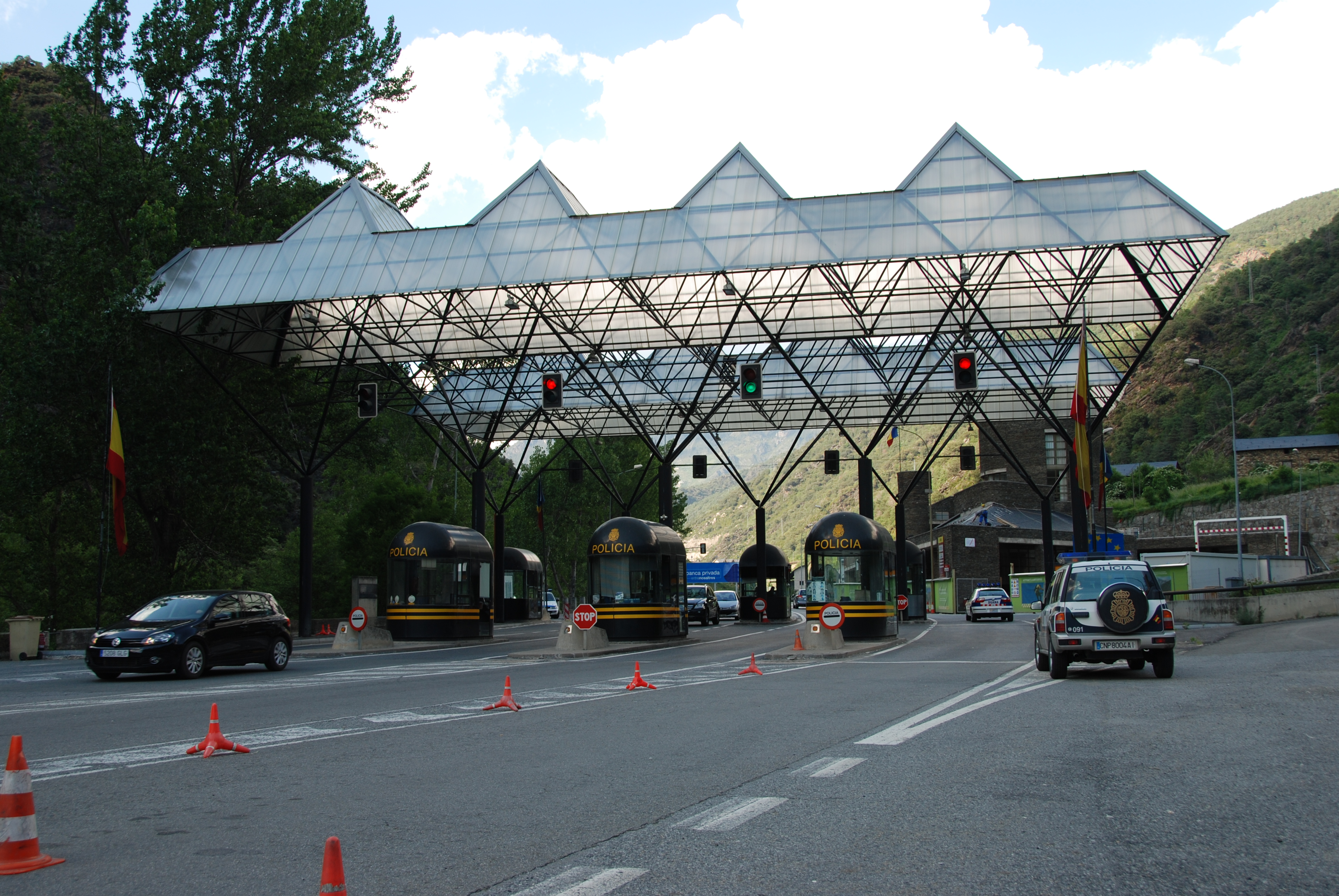
Grenzübertritt Andorra – Spanien

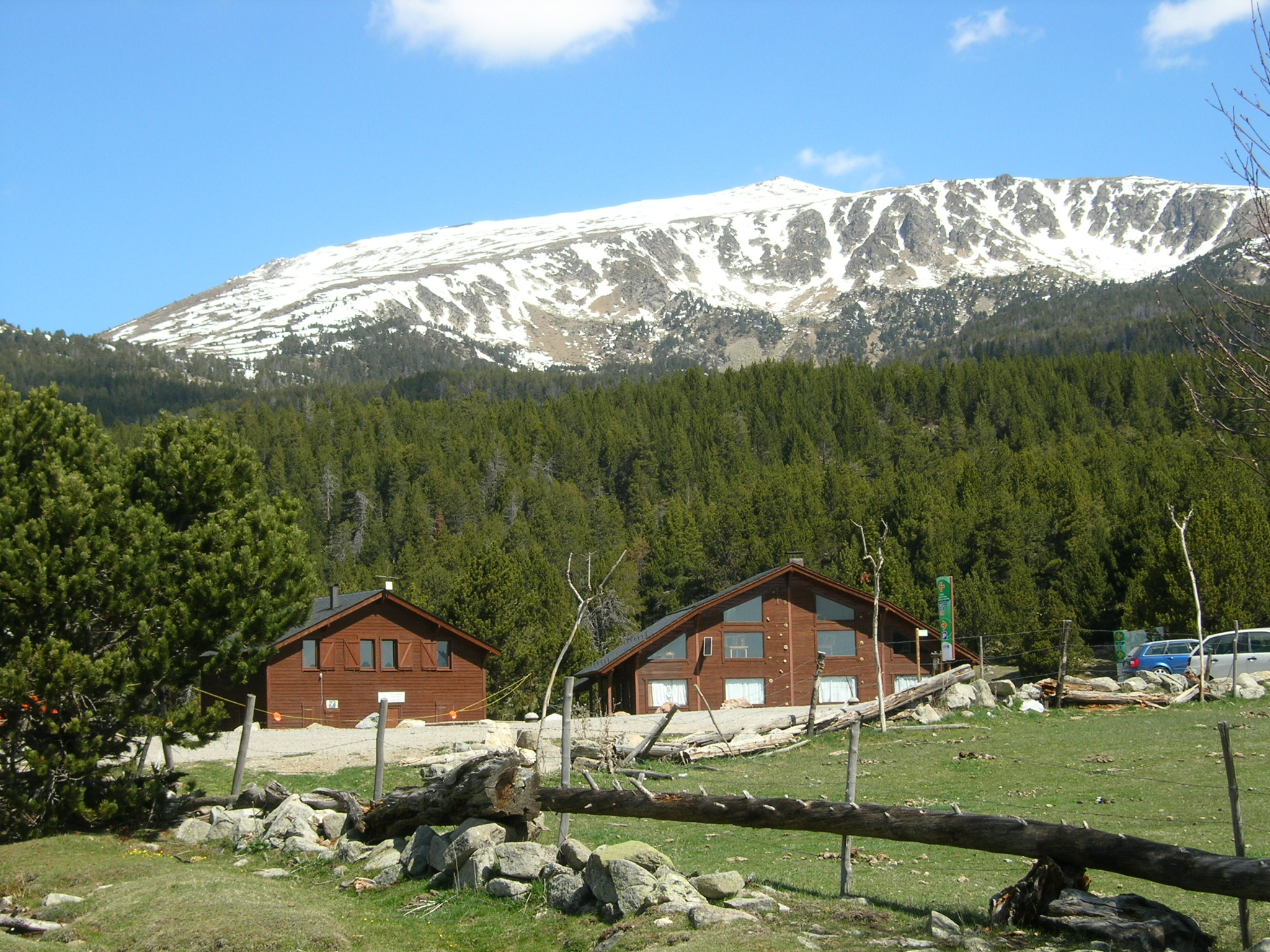
Grenzberg Tossa Plana

Die Grenze zwischen Andorra und Spanien hat eine Länge von 63 Kilometern.

## Grenzverlauf
Die andorranisch-spanische Grenze beginnt im Westen am Pic de Médécourbe (2914 m) an der andorranisch-französischen Grenze, folgt dem Gebirgskamm nach Süden bis zum Pic dels Llacs (2691 m), wendet sich nach Osten und quert den Riu de Aós, steigt östlich zur Colladade Montaner (2358 m) auf, verläuft dann auf dem Gebirgskamm über den Pic d'Aós (2406 m), quert nochmals den Riu de Aós, setzt sich dann in südlicher Richtung über die Collada de Vista nach Mas d'Alins fort und quert nördlich von Farga de Moles den Riu Valira sowie die Hauptstraße CG 1/N 145. Nach Osten setzt sich die Grenze nördlich von Arcavell und über den Pic Negre (2701 m) zum Torre dels Soldats (2761 m) und den Pic de Monturull (2754) zum Pic dels Estanyons (2835 m) und zum Pic de la Portelleta (2905 m) fort, schwenkt dort nach Norden über den Pass Collada de Vall Civera und wieder nach Osten südlich am See Estany de Montmalús vorbei, bis sie beim Pass Portella Blanca (2517 m) wieder auf die französische Grenze trifft.

## Gemeinden an der Staatsgrenze (von West nach Ost)
| Spanien    | Spanien | Spanien             | Spanien          |                 | Andorra          | Andorra    |
| Region     | Provinz | Gemeinde            | Grenz- übertritt |                 | Grenz- übertritt | Gemeinde   |
| ---------- | ------- | ------------------- | ---------------- | --------------- | ---------------- | ---------- |
| Frankreich |         |                     |                  |                 |                  |            |
| Katalonien | Lleida  | Alins               |                  | P y r e n ä e n |                  | La Massana |
| Katalonien | Lleida  | Alt Urgell          |                  | P y r e n ä e n |                  | La Massana |
| Katalonien | Lleida  | Andorra la Vella    |                  | P y r e n ä e n |                  |            |
| Katalonien | Lleida  | Sant Julià de Lòria |                  | P y r e n ä e n |                  |            |
| Katalonien | Lleida  | Escaldes-Engordany  |                  | P y r e n ä e n |                  |            |
| Katalonien | Lleida  | Lles de Cerdanya    |                  | P y r e n ä e n |                  |            |
| Katalonien | Lleida  | Encamp              |                  | P y r e n ä e n |                  |            |
| Frankreich |         |                     |                  |                 |                  |            |